# Brakel, Đức

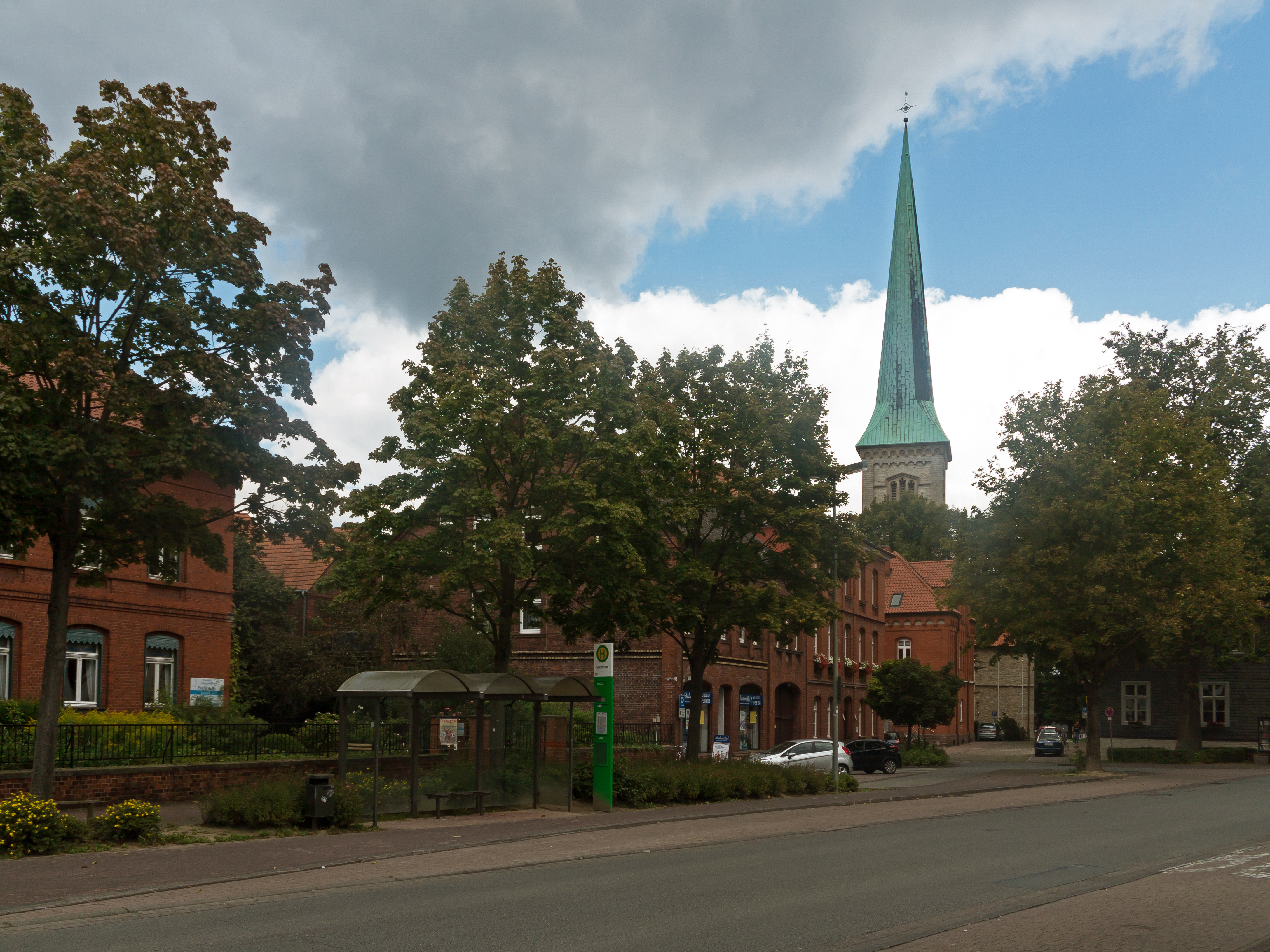
Brakel, quang cảnh đường phố với tháp nhà thờ)

Brakel (phát âm tiếng Đức: [ˈbʁaːkl̩] ⓘ) là một thị trấn nằm ở huyện Höxter, bang Nordrhein-Westfalen, Đức.